# Arabes d'Iran
Les Arabes d’Iran (En persan:  ایرانیان عرب) sont l'un des groupes ethniques de l'Iran, habitant principalement dans la province du Khuzestan (d'ailleurs appelé « Arabistan » par les irakiens), sur les bords du Golfe Persique, dans la province de Fars et dans une moindre mesure au Khorasan. De plus, des communautés arabes iraniennes expatriées durant le XXe siècle vivent aux Émirats arabes unis, au Bahreïn, au Qatar ou au Koweït. 
Selon diverses estimations, leur nombre en Iran varierait autour de 5 % de la population iranienne (soit entre 3 et 5 millions de personnes en 2008).

## Histoire

### Période initiale (VIIe—IXesiècles)
Des tribus arabes vivaient très probablement en Iran avant la conquête islamique, durant l’Empire Sassanide, mais c’est suivant la conquête islamique de l’Iran en 642, que de nombreuses tribus arabes s’installèrent massivement sur le territoire actuel de l’Iran et au-delà, notamment dans le Grand Khorasan. 
Entre 651 et 671, le commandant musulman arabe Rabi bin Ziad installa une garnison permanente de 50 000 Arabes des tribus de Bani Tamim et Bakr bin Wael de Bassora et Kufa à Merv (Grand Khorasan, actuel Turkménistan), afin d’amorcer l’expansion de la frontière nord-est. La  colonisation de l’est iranien (Khorasan) fut systématique. Des membres de la tribu de Bakr bin Wael furent également installés à Nishapur. En 730, quelque 20 000 Arabes de Bassora et Kufa furent envoyés au Khorasan, principalement des membres des tribus de Bakr, Bani Tamim, Abd-al-Qays et Banu Azd. 
De nombreux soldats arabes décidèrent de s’établir au Khorasan, marièrent des locales ou ramenèrent leurs familles d’Irak. 
Durant cette période, et dans une moindre mesure, des tribus arabes s’installèrent dans d’autres parties de l’Iran (Hamadan, Qazvin, Qom, Ispahan).

### Période abbasside (IXe-XIIIesiècles)
Durant le califat abbasside, de nombreux Arabes s’installèrent en Iran, notamment dans les régions méridionales. 

### Après la chute du califat abbasside
Suivant la chute du califat abbasside (1258), le flot migratoire en direction de l'Iran diminua, mais ne s’arrêta pas. En 1522, Chah Ismail Ier offrit des terres dans le Khorasan et dans le Fars à des réfugiés de l’Empire ottoman, notamment à des Arabes Ghazalis. 
Une immigration massive d’Arabes prit place entre les XVIe et XIXe siècles, en provenance de l’Irak et du centre de l’Arabie. Ils provenaient des tribus Bani Kaab et Bani Lam et ils s'installèrent en grande majorité dans l'actuel Khuzestan, qui s'appelait Arabistan jusqu'à son annexion par l'Iran en 1925.
D'autres groupes, en majorité sunnites, arrivèrent d'Oman ou d'Arabie centrale et s'installèrent le long des côtes du Golfe Persique, entre Bushehr et Bandar Abbas.

## Groupes régionaux

### Khouzistan
La majorité des Arabes iraniens vivent aujourd’hui dans la province du Khouzistan. Ils sont concentrés principalement dans les régions ouest de la province. Leur nombre est estimé entre 600 000 et 1 million d’individus. La vaste majorité d’entre eux sont des musulmans chiites, mais il y a aussi des petites minorités de Sunnites, chrétiens et juifs.
Beaucoup d'Arabes Khuzestani s'identifient comme membres de l'une des tribus suivantes :
- Bani Kaab (la plus importante)
- Bani Lam
- Bani Saleh
- Bani Torof
- Bani Tamim
- Bani Marvan
- al-Khamiss
- Kassir
- Bavi
- Kenane

Plusieurs tribus partagent un héritage commun et plusieurs portent leurs habits traditionnels. Un petit pourcentage continue à adhérer à la vie nomade, mais environ 40 % des Arabes vivent dans un milieu urbain, la majorité d'entre eux étant des travailleurs non qualifiés. Les Arabes qui vivent dans un environnement rural sont principalement des fermiers et des pêcheurs. La loyauté envers la tribu est forte parmi les Arabes ruraux, mais a aussi une influence sur ceux qui vivent dans des zones urbaines. Ceci a un impact sur la socialisation et la politisation des Arabes en général.
Les différents groupes tribaux du Khuzestan ont une tradition orale riche et détaillée, une pratique qui a survécu malgré l'empiétement du monde moderne. La littérature orale des tribus arabes a été uniquement influencée par l'héritage poétique mystique de la Msha'sha'iya de l'ancienne époque.

### Côtes du Golfe Persique
De nombreux Arabes vivent dans les provinces de Hormozgan et Bushehr.
Les Arabes vivant le long des plaines côtières du Golfe Persique sont principalement des nomades pastoraux. Beaucoup d’entre eux descendent d’Arabes arrivés de la péninsule arabique (notamment Oman) durant la première moitié du XXe siècle. Ils sont principalement sunnites. La majorité de ces Arabes appartient aux tribus suivantes : Domuk, Ro’usa, Amrani, Obaydeli, Al-e Haram, Al-e Ali, Marzuqi et Qawasim.

### Fars
Au sein de la confédération nomade Khamseh, on retrouve des nomades arabophones appartenant à la grande tribu de Il-e Arab, notamment dans l’est de la province. Cette tribu a deux branches : les Jabbara et les Shaybani. Ils sont en majorité chiites et seraient venus en Iran en provenance du Croissant Fertile. Ces deux branches seraient les descendants d'Arabes syriens transplantés dans les Fars par le souverain bouyide Azod al-Dawla (r. 949-983). 
Les Jabbara ont absorbé de nombreux éléments turcs et lors et leur langue est devenu un mélange d’arabe, de persan et de lori. 
Durant le règne de Reza Shah (1925-41), les Khamseh arabes ont grandement souffert, notamment en raison des plans de sédentarisation forcée.
Une autre tribu arabe, les Mishmast, fut amenée dans le Fars par Muhammad Karim Khân de la dynastie des Zand (r. 1760-1779) de l'ouest de l'Iran. La plupart de ses membres furent déportés vers la région de Téhéran par Agha Mohammad Khan, le premier Chah de la dynastie des Qadjars. En 1918, il restait quelque 300 familles Mishmast au nord d'Arsenjan.

### Khorasan
Historiquement, le Khorasan a constitué un centre d’immigration arabe. Aujourd’hui, des communautés ethniques arabes vivent encore dans certaines parties du Khorasan, mais on peut estimer que la grande majorité s’est assimilée. 
Les Arabes du Khorasan appartiennent aux tribus Shaybani, Zangooyi, Mishmast, Khozayma et Banu Azd. Ils vivent majoritairement aux limites du désert du Kavir. Les régions suivantes ont d’importantes communautés arabes : 
- au sud de Damghan et Shahrud, actuelle de (province de Semnan);
- à l'ouest de Kashmar et Gonabad, notamment autour de Khalilabad. Ils appartiendraient à la tribu Mishmast, qui s'installa dans la région dans le milieu du XVIIIe siècle ;
- à l'ouest de Ferdows (ancien Tun). Ces Arabes sont connus sous le nom de Tuni;
- au sud-est de Tabas. Ils sont du clan Zangooyi de la tribu Shaybani;
- à l'ouest de Qaen. Ils seraient les descendants de la tribu de Khozayma, qui fut transplantée d’Arabie durant le règne de Haroun ar-Rachid (r. 786-809). L’un des membres illustres de cette tribu, Mir Alam Khan, devint émir de Qaen vers la fin du XVIIe siècle. Son arrière-petit-fils, Mir Alam Khan II, s’autoproclama émir du Khorasan mais fut défait par Ahmad Shâh Abdali, qui devint émir d’Afghanistan. Ses descendants continuèrent à gouverner Qaen pendant plusieurs générations,
- à l'ouest de Birjand

## Langue
La plupart des Arabes iraniens sont bilingues, parlant l'arabe comme leur langue maternelle, et le persan comme leur deuxième langue. 

### Au Khuzestan
Au Khuzestan, le dialecte arabe parlé est l'arabe Khuzestani. Bien que proche des dialectes arabes iraqiens parlés le long de la frontière avec l'Irak, il a une influence persane significative et il n'est pas compris par la plupart des autres personnes parlant l’arabe.
Cependant, le dialecte arabe Khuzestani n'est pas enseigné ou proposé comme option dans les écoles publiques élémentaires, qui ont une population étudiante d'origine diverse, et il n'y a pas actuellement d'école privée spécifique aux arabes Khuzestanis. Cependant, l'arabe standard moderne et l'arabe classique, qui diffèrent à plusieurs degrés de l'arabe vernaculaire du Khuzestan, sont enseignés en Iran dans les établissements secondaires, sans tenir compte de leurs origines ethniques ou linguistiques. En fait, la constitution de la République Islamique d'Iran requiert que cette matière particulière soit enseignée après l'école primaire.
Selon les informations recueillies par Amnesty International, les écoles ne sont pas autorisées à dispenser un enseignement en arabe dialectal, même lorsque la majorité de la population locale est arabophone. Ceci expliquerait en partie le taux d'alphabetisation faible, en particulier chez les femmes vivant dans les zones rurales du Khuzestan.

## Situation politique
Amnesty International a lancé un nombre grandissant d'actions urgentes dans les années 2000 en faveur de personnes issues de minorités en Iran, et notamment de la communauté arabe dont la situation s'est dégradée depuis 1999.
Selon Amnesty International, « les tensions sont de plus en plus vives au sein de la population arabe d'Iran depuis avril 2005, mois pendant lequel de très nombreuses personnes ont été tuées et des centaines d'autres blessées au cours de manifestations, et des centaines d'arrestations ont eu lieu ». Les tensions sont nées d'une lettre d'un conseiller au président qui préconisait le déplacement des populations arabes et le remplacement des noms arabes par des noms persans. Depuis ces manifestations, la tension est plus grande dans la région et la violence se fait plus fréquente : quatre attentats à la bombe ont été perpétrés à Ahvaz avant l’élection présidentielle de 2005, d'autres attentats ont suivi fin 2005 et en 2006, donnant lieu à des vagues d'arrestations. Amnesty International appelle à mettre fin aux discriminations dont sont victimes les populations arabes du Khuzestan.

## Quelques Arabes iraniens célèbres

### Anciens
- Muslim ibn al-Hajjaj, auteur d’une collection de Hadiths dans l’Islam sunnite
- Abu'l-Qasim Al-Qushayri, Sufi
- Geber ou Jabir Ibn Hayyan, savant
- Alhazen, savant
- Abu Nuwas al-Hasan ben Hani al-Hakami, poète (750-815)
- Sheikh Khazal Khan (en),(dernier cheikh de Muhammerah (rebaptisée Khoramshar après annexion par l'Iran) et gouverneur provincial de l'Arabistan rebaptisée Khuzestan (1897-1925), second prétendant au trône d'Irak avec le roi Fayçal lors de la formation de la première monarchie de l'Irak moderne.

### Politique
- Ali Shamkhani, amiral, ancien Ministre de la Défense iranien (1997-2005)
- Yusef Azizi Bani-Torof, journaliste et militant communautaire

### Football
- Hossein Kaabi, joueur de football et membre de l’équipe nationale iranienne
- Ali Baadavi, ancien membre de l’équipe nationale iranienne
- Jalal Kameli Mofrad, ancien membre de l’équipe nationale iranienne
- Naim Saadavi, ancien membre de l’équipe nationale iranienne